# Abdul Hafiz Ghoga

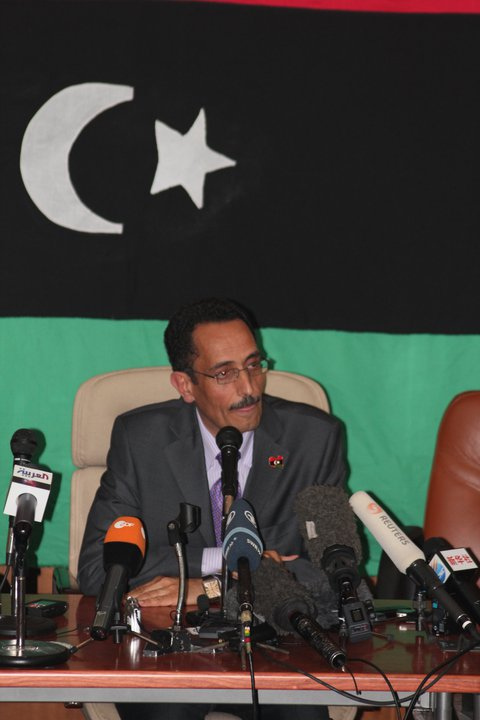
Abdul Hafiz Ghoga

Abdul Hafiz Ghoga (también llamado Ghogha, o Abdelhafed Abdelkader Ghoga, en árabe: عبد الحافظ غوقة, nacido en Libia en ?) es un abogado de derechos humanos libio que trascendió como portavoz del Consejo Nacional de Transición (CNT), un cuerpo formado en Bengasi durante la Guerra de Libia de 2011. El 23 de marzo de 2011 asumió el cargo de vicepresidente del CNT, que desempeñó hasta su posterior renuncia el 22 de enero de 2012 después de protestas contra él.

## Masacre de la prisión de Abu Salim
Abdul Hafiz Ghoga estuvo activamente involucrado en la representación legal de las familias de las personas muertas en la masacre de la prisión de Abu Salim de 1996.

## Guerra de Libia de 2011
Ghoga fue un miembro del CNT y actuó como su portavoz. Ghoga argumentó que el consejo trabaja por una Libia unida, algo que pasó cuando los rebeldes tenían áreas controladas separadas de las áreas controladas por el dictador Muamar el Gadafi: "Esto no es como tal una Libia dividida".
El 27 de febrero dijo que el consejo no buscaba la intervención extranjera. El 20 de marzo anunció que más de 8,000 personas opuestas a Gadafi fueron asesinadas. Él criticó un comentario del Secretario General de la Liga Árabe Amr Moussa que fue crítico de la forma en la que la zona de exclusión aérea fue implementada. Ghoga dijo: "Ahora, cuando el Secretario General habló yo fui sorprendido. ¿Cual es el mecanismo para detener el exterminio del pueblo en Libia, cual es el mecanismo señor Secretario General? Si la protección de civiles no es una obligación humanitaria ¿Cual es el mecanismo que usted propuso para nosotros?"

## Renuncia
En enero de 2012 renunció como vicepresidente del CNT.